# رفعت الحاج سري
رفعت بن الحاج أحمد سري بن صالح، وأسمه مركب (مصطفى رفعت)، ولقد ولد في بغداد، وتعلم القرآن ثم أكمل الدراسة الابتدائية والثانوية، ودخل الكلية العسكرية، وتخرج ضابطا، وكان رجلا صالحا شجاعا متمسكا بالآداب الإسلامية وغيورا يؤدي الفرائض الدينية، وكان كثير التلاوة للقرآن، ولقب ب(الديّن)، لكثرة تدينه وهو من عائلة عربية من الموصل، ووالده الحاج سري من مؤسسي فوج موسى الكاظم أول فوج في الجيش العراقي، ولقد أسس رفعت تنظيم الضباط الوطنيين بعد حرب فلسطين عام 1949م، وتدرج في رتبته في الجيش العراقي حتى ترقى لرتبة عقيد، وتنظيم الضباط الوطنيين هو الذي شارك في ثورة 14 تموز 1958م، التي أطاحت بالحكم الملكي في العراق  .
يذكر أن العقيد عبد السلام عارف أنضم لتنظيم الضباط الوطنيين عام 1957م، وهو الذي طلب ضم زميله العميد عبد الكريم قاسم فتردد التنظيم بضمهِ في باديء الأمر.

## مابعد ثورة 14 تموز
| حركة تموز 1958 |
| - الضباط الوطنيين - نهاية الملكية العراقية - عبد الكريم قاسم - عبد السلام عارف - محمد نجيب الربيعي - رفعت الحاج سري - ناظم الطبقجلي - العوامل غير المباشرة للحركة - خطة حركة 14 تموز 1958 - إعلان الجمهورية العراقية - حركة 8 شباط 1963 - فيصل الثاني - نوري السعيد - عبد الإله |
| |
| تحرير |

بعد الثورة  ونشوء الجمهورية العراقية  عُين رفعت الحاج سري مديرا للاستخبارات العسكرية ، ولكنه كان يعارض سياسيات عبد الكريم قاسم ، ويعارض نشاط الحزب الشيوعي في الدولة العراقية، فقرر التخلص منهُ بالمشاركة في حركة انقلابية سميت انقلاب الشواف

## وفاته
أتهمه عبد الكريم قاسم بالمشاركة والإعداد لثورة الشواف في الموصل في آذار من عام 1959م، وقدم للمحاكمة في محكمة المهداوي وأصدر حكم الإعدام عليه، وتم اعدام العقيد رفعت مع أصحابه الضباط أعضاء تنظيم الضباط الوطنيين ونفذ حكم الإعدام يوم 20 أيلول 1959م، في ساحة أم الطبول في بغداد، ونقلت جنازته لأهلهِ في الأعظمية وتم تشييعه من قبل أهالي الأعظمية، وصلوا على جنازته في جامع الإمام الأعظم، ودفن في مقبرة الخيزران قرب مرقد خاله جميل المدفعي.
وخرجت مظاهرات قومية في العراق والعالم العربي نتيجة لاعدامه واعدام الكثير  مع المتهمين ومنهم ناظم الطبقجلي.

## جامع أم الطبول
وبعد حركة 8 شباط 1963 والإطاحة بنظام رئيس الوزراء عبد الكريم قاسم ، قررت الجمهورية إنشاء جامع فخم يخلد ذكرى هؤلاء الضباط وفعلا بدء ببناء الجامع سنة 1966م، وأنجز سنة 1968م، ونقلت رفاتهم إلى غرفة في الجامع. وسمي جامع أم الطبول.